# Granč-Petrovce
Granč-Petrovce es un municipio del distrito de Levoča en la región de Prešov, Eslovaquia, con una población estimada a final del año 2024 de 663 habitantes.
Se encuentra ubicado al suroeste de la región, cerca del río Hernád (cuenca hidrográfica del río Tisza) y de la frontera con la región de Košice.

## Demografía
| Año        | 1994 | 2004    | 2014    | 2024    |
| ---------- | ---- | ------- | ------- | ------- |
| Población  | 589  | 597     | 608     | 663     |
| Diferencia |      | +1,35 % | +1,84 % | +9,04 % |

| Año        | 2023 | 2024    |
| ---------- | ---- | ------- |
| Población  | 657  | 663     |
| Diferencia |      | +0,91 % |